# Antifonte (escritor)
Antifonte (em grego clássico: Ἀντιφῶν) foi um autor da Grécia antiga, que escreveu um relato de homens distinguidos pela virtude (περὶ τῶν ἐν ἀρετή πρωτευσάντων), um dos quais era Pitágoras.